# Convocazioni per il campionato europeo femminile di calcio 2009
Questa pagina elenca le giocatrici convocate per il campionato europeo femminile di calcio di Finlandia 2009.

## Gruppo A

### Danimarca
Selezionatore: Kenneth Heiner-Møller
| N. | Pos. | Giocatore                     | Data nascita (età)         | Pres. | Reti | Squadra          |
| -- | ---- | ----------------------------- | -------------------------- | ----- | ---- | ---------------- |
| 1  | P    | Heidi Johansen                | 09 giugno 1983 (26 anni)   |       |      | Fortuna Hjørring |
| 2  | D    | Mia Brogaard                  | 15 ottobre 1981 (27 anni)  |       |      | Brøndby          |
| 3  | D    | Katrine Pedersen (c)          | 13 aprile 1977 (32 anni)   |       |      | Stabæk           |
| 4  | D    | Mette Jensen                  | 28 maggio 1987 (22 anni)   |       |      | Fortuna Hjørring |
| 5  | D    | Line Røddik Hansen            | 31 gennaio 1988 (21 anni)  |       |      | Brøndby          |
| 6  | C    | Marie Bjerg                   | 16 luglio 1988 (21 anni)   |       |      | VSK Aarhus       |
| 7  | C    | Cathrine Paaske-Sørensen      | 14 giugno 1978 (31 anni)   |       |      | Linköping        |
| 8  | C    | Julie Rydahl Bukh             | 09 gennaio 1982 (27 anni)  |       |      | Linköping        |
| 9  | A    | Maiken Pape                   | 20 febbraio 1978 (31 anni) |       |      | Stabæk           |
| 10 | C    | Camilla Sand Andersen         | 14 febbraio 1986 (23 anni) |       |      | Fortuna Hjørring |
| 11 | A    | Nadia Nadim                   | 02 gennaio 1988 (21 anni)  |       |      | VSK Aarhus       |
| 12 | D    | Janne Madsen                  | 12 marzo 1978 (31 anni)    |       |      | Fortuna Hjørring |
| 13 | A    | Johanna Rasmussen             | 02 luglio 1983 (26 anni)   |       |      | Umeå IK          |
| 14 | A    | Lene Jensen                   | 17 marzo 1976 (33 anni)    |       |      | Brøndby          |
| 15 | C    | Sanne Troelsgaard Nielsen     | 15 agosto 1988 (21 anni)   |       |      | Brøndby          |
| 16 | P    | Tine Cederkvist               | 21 marzo 1979 (30 anni)    |       |      | LdB Malmö        |
| 17 | A    | Tina Rasmussen                | 14 aprile 1980 (29 anni)   |       |      | VSK Aarhus       |
| 18 | C    | Nanna Christiansen            | 17 giugno 1989 (20 anni)   |       |      | Brøndby          |
| 19 | C    | Ditte Larsen                  | 24 aprile 1983 (26 anni)   |       |      | Brøndby          |
| 20 | C    | Katrine Veje                  | 19 giugno 1991 (18 anni)   |       |      | Odense           |
| 21 | P    | Mia-Maria Kjærsgaard-Andersen | 19 gennaio 1989 (20 anni)  |       |      | VSK Aarhus       |
| 22 | D    | Marianne Pedersen             | 28 febbraio 1985 (24 anni) |       |      | VSK Aarhus       |

### Finlandia
Selezionatore:  Michael Käld
| N. | Pos. | Giocatore               | Data nascita (età)          | Pres. | Reti | Squadra                                  |
| -- | ---- | ----------------------- | --------------------------- | ----- | ---- | ---------------------------------------- |
| 1  | P    | Minna Meriluoto         | 04 ottobre 1985 (23 anni)   |       |      | Hammarby                                 |
| 2  | D    | Petra Vaelma            | 11 maggio 1982 (27 anni)    |       |      | Klepp                                    |
| 3  | C    | Jessica Julin           | 06 dicembre 1978 (30 anni)  |       |      | Stattena IF                              |
| 4  | D    | Sanna Valkonen (c)      | 12 dicembre 1977 (31 anni)  |       |      | Template:Calcio femminile KIF KIF Orebro |
| 5  | D    | Miia Niemi              | 09 luglio 1983 (26 anni)    |       |      | Amazon Grimstad                          |
| 6  | D    | Tiina Salmén            | 03 agosto 1984 (25 anni)    |       |      | Amazon Grimstad                          |
| 7  | C    | Anne Mäkinen            | 01 febbraio 1976 (33 anni)  |       |      | AIK                                      |
| 8  | C    | Katri Nokso-Koivisto    | 22 novembre 1982 (26 anni)  |       |      | Wolfsburg                                |
| 9  | A    | Laura Österberg Kalmari | 27 maggio 1979 (30 anni)    |       |      | AIK                                      |
| 10 | C    | Anna-Kaisa Rantanen     | 10 febbraio 1978 (31 anni)  |       |      | Linköping                                |
| 11 | C    | Susanna Lehtinen        | 08 maggio 1983 (26 anni)    |       |      | Template:Calcio femminile KIF KIF Orebro |
| 12 | P    | Petra Häkkinen          | 31 gennaio 1979 (30 anni)   |       |      | HJK                                      |
| 13 | D    | Tuija Hyyrynen          | 10 marzo 1988 (21 anni)     |       |      | HJK                                      |
| 14 | P    | Tinja-Riikka Korpela    | 05 maggio 1986 (23 anni)    |       |      | Honka                                    |
| 15 | C    | Sanna Malaska           | 06 aprile 1983 (26 anni)    |       |      | Amazon Grimstad                          |
| 16 | C    | Anna Westerlund         | 09 aprile 1989 (20 anni)    |       |      | Honka                                    |
| 17 | D    | Maiju Hirvonen          | 25 dicembre 1990 (18 anni)  |       |      | NiceFutis                                |
| 18 | A    | Linda Sällström         | 13 luglio 1988 (21 anni)    |       |      | Djurgården                               |
| 19 | C    | Essi Sainio             | 09 settembre 1986 (22 anni) |       |      | AIK                                      |
| 20 | A    | Annica Sjölund          | 31 marzo 1985 (24 anni)     |       |      | Djurgården                               |
| 21 | A    | Sanna Talonen           | 15 giugno 1984 (25 anni)    |       |      | Template:Calcio femminile KIF KIF Orebro |
| 22 | D    | Maija Saari             | 26 marzo 1986 (23 anni)     |       |      | Umeå IK                                  |

### Paesi Bassi
Selezionatrice:  Vera Pauw
| N. | Pos. | Giocatore                    | Data nascita (età)          | Pres. | Reti | Squadra       |
| -- | ---- | ---------------------------- | --------------------------- | ----- | ---- | ------------- |
| 1  | P    | Loes Geurts                  | 12 gennaio 1986 (23 anni)   |       |      | AZ Alkmaar    |
| 2  | D    | Dyanne Bito                  | 10 agosto 1981 (28 anni)    |       |      | AZ Alkmaar    |
| 3  | D    | Daphne Koster (c)            | 13 marzo 1981 (28 anni)     |       |      | AZ Alkmaar    |
| 4  | D    | Manoe Meulen                 | 11 settembre 1978 (30 anni) |       |      | Willem II     |
| 5  | D    | Petra Hogewoning             | 26 marzo 1986 (23 anni)     |       |      | Utrecht       |
| 6  | C    | Anouk Hoogendijk             | 6 maggio 1985 (24 anni)     |       |      | Utrecht       |
| 7  | C    | Annemieke Kiesel-Griffioen   | 30 novembre 1979 (29 anni)  |       |      | 2001 Duisburg |
| 8  | C    | Kirsten van de Ven           | 11 maggio 1985 (24 anni)    |       |      | Willem II     |
| 9  | A    | Manon Melis                  | 31 agosto 1986 (22 anni)    |       |      | LdB Malmö     |
| 10 | A    | Karin Stevens                | 11 giugno 1989 (20 anni)    |       |      | Willem II     |
| 11 | C    | Sylvia Smit                  | 4 luglio 1986 (23 anni)     |       |      | Heerenveen    |
| 12 | D    | Marije Brummel               | 19 marzo 1985 (24 anni)     |       |      | Heerenveen    |
| 13 | P    | Angela Christ                | 6 marzo 1989 (20 anni)      |       |      | Utrecht       |
| 14 | D    | Marloes de Boer              | 30 gennaio 1982 (27 anni)   |       |      | Twente        |
| 15 | A    | Claudia van den Heiligenberg | 25 marzo 1985 (24 anni)     |       |      | AZ Alkmaar    |
| 16 | P    | Petra Dugardein              | 14 aprile 1977 (32 anni)    |       |      | Willem II     |
| 17 | C    | Sherida Spitse               | 29 maggio 1990 (19 anni)    |       |      | Heerenveen    |
| 18 | C    | Lianne de Vries              | 28 giugno 1990 (19 anni)    |       |      | Utrecht       |
| 19 | C    | Marlous Pieëte               | 19 luglio 1989 (20 anni)    |       |      | Twente        |
| 20 | D    | Jeanine van Dalen            | 18 giugno 1986 (23 anni)    |       |      | ADO Den Haag  |
| 21 | A    | Chantal de Ridder            | 19 gennaio 1989 (20 anni)   |       |      | AZ Alkmaar    |
| 22 | A    | Shanice van de Sanden        | 2 ottobre 1992 (16 anni)    |       |      | Utrecht       |

### Ucraina
Selezionatore:  Anatolij Kucev
| N. | Pos. | Giocatore           | Data nascita (età)         | Pres. | Reti | Squadra                           |
| -- | ---- | ------------------- | -------------------------- | ----- | ---- | --------------------------------- |
| 1  | P    | Irina Zvarič        | 8 maggio 1983 (26 anni)    |       |      | Rossijanka                        |
| 2  | D    | Olena Mazurenko (c) | 24 ottobre 1969 (39 anni)  |       |      | Norimberga                        |
| 3  | C    | Tetjana Čorna       | 25 febbraio 1981 (28 anni) |       |      | Rossijanka                        |
| 4  | C    | Valentyna Kotyk     | 8 gennaio 1978 (31 anni)   |       |      | CSP Izmajlovo                     |
| 5  | A    | Oksana Jakovišin    | 20 marzo 1993 (16 anni)    |       |      | Legenda                           |
| 6  | A    | Ljudmila Pekur      | 6 gennaio 1981 (28 anni)   |       |      | Rossijanka                        |
| 7  | D    | Olena Hodirjeva     | 19 maggio 1981 (28 anni)   |       |      | Legenda                           |
| 8  | A    | Ol'ga Bojčenko      | 6 gennaio 1989 (20 anni)   |       |      | Legenda                           |
| 9  | C    | Vira Djatel         | 3 marzo 1984 (25 anni)     |       |      | Zvezda 2005 Perm'                 |
| 10 | A    | Svitlana Friško     | 15 marzo 1976 (33 anni)    |       |      | Žytlobud-1 Charkiv                |
| 11 | A    | Natalija Zinčenko   | 3 ottobre 1979 (29 anni)   |       |      | Zvezda 2005 Perm'                 |
| 12 | P    | Nadija Baranova     | 5 luglio 1983 (26 anni)    |       |      | Zvezda 2005 Perm'                 |
| 13 | D    | Inessa Titova       | 18 marzo 1976 (33 anni)    |       |      | Žytlobud-1 Charkiv                |
| 14 | D    | Julija Vaščenko     | 31 gennaio 1978 (31 anni)  |       |      | Žytlobud-1 Charkiv                |
| 15 | C    | Ljudmila Lemeško    | 12 novembre 1979 (29 anni) |       |      | CSP Izmajlovo                     |
| 16 | C    | Alla Lišafaj        | 24 dicembre 1983 (25 anni) |       |      | Zvezda 2005 Perm'                 |
| 17 | C    | Darina Apanaščenko  | 16 maggio 1986 (23 anni)   |       |      | Zvezda 2005 Perm'                 |
| 18 | C    | Natalja Suhorukova  | 18 ottobre 1975 (33 anni)  |       |      | Žytlobud-1 Charkiv                |
| 19 | D    | Marina Masal’s’ka   | 17 maggio 1985 (24 anni)   |       |      | Žytlobud-1 Charkiv                |
| 20 | D    | Irina Vasiljuk      | 18 maggio 1985 (24 anni)   |       |      | Bastion Illichivski Odessa Region |
| 21 | C    | Tetjana Romanenko   | 3 ottobre 1990 (18 anni)   |       |      | Ėnergija Voronež                  |
| 22 | P    | Katerina Samson     | 5 luglio 1988 (21 anni)    |       |      | Legenda                           |

## Gruppo B

### Germania
Selezionatrice:  Silvia Neid
| N. | Pos. | Giocatore              | Data nascita (età)          | Pres. | Reti | Squadra            |
| -- | ---- | ---------------------- | --------------------------- | ----- | ---- | ------------------ |
| 1  | P    | Nadine Angerer         | 10 novembre 1978 (30 anni)  |       |      | 1. FFC Francoforte |
| 2  | D    | Kerstin Stegemann      | 29 settembre 1977 (31 anni) |       |      | Gütersloh          |
| 3  | D    | Saskia Bartusiak       | 9 settembre 1982 (26 anni)  |       |      | 1. FFC Francoforte |
| 4  | D    | Babett Peter           | 12 maggio 1988 (21 anni)    |       |      | Turbine Potsdam    |
| 5  | D    | Annike Krahn           | 1º luglio 1985 (24 anni)    |       |      | 2001 Duisburg      |
| 6  | C    | Simone Laudehr         | 12 luglio 1986 (23 anni)    |       |      | 2001 Duisburg      |
| 7  | A    | Melanie Behringer      | 18 novembre 1985 (23 anni)  |       |      | Bayern Monaco      |
| 8  | A    | Inka Grings            | 31 ottobre 1978 (30 anni)   |       |      | 2001 Duisburg      |
| 9  | A    | Birgit Prinz (c)       | 25 ottobre 1977 (31 anni)   |       |      | 1. FFC Francoforte |
| 10 | C    | Linda Bresonik         | 7 dicembre 1983 (25 anni)   |       |      | 2001 Duisburg      |
| 11 | A    | Anja Mittag            | 16 maggio 1985 (24 anni)    |       |      | Turbine Potsdam    |
| 12 | P    | Ursula Holl            | 26 giugno 1982 (27 anni)    |       |      | 2001 Duisburg      |
| 13 | A    | Célia Okoyino da Mbabi | 27 giugno 1988 (21 anni)    |       |      | Bad Neuenahr       |
| 14 | C    | Kim Kulig              | 9 aprile 1990 (19 anni)     |       |      | Amburgo            |
| 15 | D    | Sonja Fuss             | 5 novembre 1978 (30 anni)   |       |      | Colonia            |
| 16 | A    | Martina Müller         | 18 aprile 1980 (29 anni)    |       |      | Wolfsburg          |
| 17 | D    | Ariane Hingst          | 25 luglio 1979 (30 anni)    |       |      | Turbine Potsdam    |
| 18 | C    | Kerstin Garefrekes     | 4 settembre 1979 (29 anni)  |       |      | 1. FFC Francoforte |
| 19 | A    | Fatmire Bajramaj       | 1º aprile 1988 (21 anni)    |       |      | Turbine Potsdam    |
| 20 | D    | Jennifer Zietz         | 14 settembre 1983 (25 anni) |       |      | Turbine Potsdam    |
| 21 | P    | Lisa Weiß              | 29 ottobre 1987 (21 anni)   |       |      | SGS Essen          |
| 22 | D    | Bianca Schmidt         | 23 gennaio 1990 (19 anni)   |       |      | Turbine Potsdam    |

### Francia
Selezionatore:  Bruno Bini
| N. | Pos. | Giocatore                 | Data nascita (età)          | Pres. | Reti | Squadra             |
| -- | ---- | ------------------------- | --------------------------- | ----- | ---- | ------------------- |
| 1  | P    | Céline Deville            | 24 gennaio 1982 (27 anni)   |       |      | Montpellier         |
| 2  | D    | Laure Lepailleur          | 7 marzo 1985 (24 anni)      |       |      | Paris Saint-Germain |
| 3  | D    | Ophélie Meilleroux        | 18 gennaio 1984 (25 anni)   |       |      | Nord Allier         |
| 4  | D    | Laura Georges             | 20 agosto 1984 (25 anni)    |       |      | Olympique Lione     |
| 5  | D    | Sabrina Viguier           | 4 gennaio 1981 (28 anni)    |       |      | Montpellier         |
| 6  | C    | Sandrine Soubeyrand (c)   | 16 agosto 1973 (36 anni)    |       |      | FCF Juvisy          |
| 7  | C    | Corine Franco             | 5 ottobre 1983 (25 anni)    |       |      | Olympique Lione     |
| 8  | D    | Sonia Bompastor           | 8 giugno 1980 (29 anni)     |       |      | Washington Freedom  |
| 9  | A    | Candie Herbert            | 4 giugno 1977 (32 anni)     |       |      | Hénin-Beaumont      |
| 10 | C    | Camille Abily             | 5 dicembre 1984 (24 anni)   |       |      | Los Angeles Sol     |
| 11 | A    | Laëtitia Tonazzi          | 31 gennaio 1981 (28 anni)   |       |      | FCF Juvisy          |
| 12 | A    | Élodie Thomis             | 13 agosto 1986 (23 anni)    |       |      | Olympique Lione     |
| 13 | A    | Sandrine Brétigny         | 2 luglio 1984 (25 anni)     |       |      | Olympique Lione     |
| 14 | C    | Louisa Nécib              | 23 gennaio 1987 (22 anni)   |       |      | Olympique Lione     |
| 15 | C    | Élise Bussaglia           | 24 settembre 1985 (23 anni) |       |      | Paris Saint-Germain |
| 16 | P    | Sarah Bouhaddi            | 17 ottobre 1986 (22 anni)   |       |      | Olympique Lione     |
| 17 | C    | Gaëtane Thiney            | 28 ottobre 1985 (23 anni)   |       |      | FCF Juvisy          |
| 18 | C    | Amandine Henry            | 28 settembre 1989 (19 anni) |       |      | Olympique Lione     |
| 19 | A    | Eugénie Le Sommer         | 18 maggio 1988 (21 anni)    |       |      | Stade Briochin      |
| 20 | D    | Delphine Blanc            | 7 giugno 1983 (26 anni)     |       |      | Montpellier         |
| 21 | D    | Ludivine Diguelman        | 15 aprile 1984 (25 anni)    |       |      | Montpellier         |
| 22 | P    | Laëtitia Stribick-Burckel | 22 gennaio 1984 (25 anni)   |       |      | Soyaux              |

### Islanda
Selezionatore:  Sigurður Ragnar Eyjólfsson
| N. | Pos. | Giocatore                   | Data nascita (età)          | Pres. | Reti | Squadra                                  |
| -- | ---- | --------------------------- | --------------------------- | ----- | ---- | ---------------------------------------- |
| 1  | P    | Þóra Björg Helgadóttir      | 5 maggio 1981 (28 anni)     |       |      | Kolbotn                                  |
| 2  | D    | Guðrún Sóley Gunnarsdóttir  | 15 settembre 1981 (27 anni) |       |      | Djurgården                               |
| 3  | D    | Ólína Guðbjörg Viðarsdóttir | 16 novembre 1982 (26 anni)  |       |      | Template:Calcio femminile KIF KIF Orebro |
| 4  | C    | Edda Garðarsdóttir          | 15 luglio 1979 (30 anni)    |       |      | KIF Örebro                               |
| 5  | D    | Ásta Árnadóttir             | 9 giugno 1983 (26 anni)     |       |      | Tyresö FF                                |
| 6  | C    | Hólmfríður Magnúsdóttir     | 20 settembre 1984 (24 anni) |       |      | Kristianstads DFF                        |
| 7  | C    | Dóra Stefánsdóttir          | 27 aprile 1985 (24 anni)    |       |      | Valur                                    |
| 8  | D    | Katrín Jónsdóttir (c)       | 31 maggio 1977 (32 anni)    |       |      | Valur                                    |
| 9  | A    | Margrét Lára Viðarsdóttir   | 25 luglio 1986 (23 anni)    |       |      | Kristianstads DFF                        |
| 10 | A    | Dóra María Lárusdóttir      | 24 luglio 1985 (24 anni)    |       |      | Valur                                    |
| 11 | C    | Sara Björk Gunnarsdóttir    | 29 settembre 1990 (18 anni) |       |      | Breiðablik                               |
| 12 | C    | Guðný Björk Óðinsdóttir     | 27 settembre 1988 (20 anni) |       |      | Kristianstads DFF                        |
| 13 | P    | Guðbjörg Gunnarsdóttir      | 18 maggio 1985 (24 anni)    |       |      | Djurgården                               |
| 14 | A    | Erna Björk Sigurðardóttir   | 30 dicembre 1982 (26 anni)  |       |      | Breiðablik                               |
| 15 | C    | Katrín Ómarsdóttir          | 27 giugno 1987 (22 anni)    |       |      | KR Reykjavík                             |
| 16 | C    | Rakel Logadóttir            | 22 marzo 1981 (28 anni)     |       |      | Valur                                    |
| 17 | C    | Erla Steina Arnardóttir     | 18 maggio 1983 (26 anni)    |       |      | Kristianstads DFF                        |
| 18 | A    | Rakel Hönnudóttir           | 30 dicembre 1988 (20 anni)  |       |      | Þór/KA                                   |
| 19 | D    | Sif Atladóttir              | 15 luglio 1988 (21 anni)    |       |      | Valur                                    |
| 20 | A    | Fanndís Friðriksdóttir      | 9 maggio 1990 (19 anni)     |       |      | Breiðablik                               |
| 21 | A    | Kristín Ýr Bjarnadóttir     | 1º febbraio 1984 (25 anni)  |       |      | Valur                                    |
| 22 | P    | Sandra Sigurðardóttir       | 2 ottobre 1986 (22 anni)    |       |      | Stjarnan                                 |

### Norvegia
Selezionatore:  Bjarne Berntsen
| N. | Pos. | Giocatore                | Data nascita (età)          | Pres. | Reti | Squadra         |
| -- | ---- | ------------------------ | --------------------------- | ----- | ---- | --------------- |
| 1  | P    | Ingrid Hjelmseth         | 10 aprile 1980 (29 anni)    |       |      | Stabæk          |
| 2  | D    | Toril Hetland Akerhaugen | 5 marzo 1982 (27 anni)      |       |      | Stabæk          |
| 3  | D    | Marita Skammelsrud Lund  | 29 gennaio 1989 (20 anni)   |       |      | Team Strømmen   |
| 4  | C    | Ingvild Stensland (c)    | 3 agosto 1981 (28 anni)     |       |      | Olympique Lione |
| 5  | C    | Anneli Giske             | 25 luglio 1985 (24 anni)    |       |      | Fløya           |
| 6  | D    | Camilla Huse             | 31 agosto 1979 (29 anni)    |       |      | Røa             |
| 7  | C    | Trine Rønning            | 14 giugno 1982 (27 anni)    |       |      | Stabæk          |
| 8  | C    | Solveig Gulbrandsen      | 12 gennaio 1981 (28 anni)   |       |      | Stabæk          |
| 9  | A    | Isabell Herlovsen        | 23 giugno 1988 (21 anni)    |       |      | Kolbotn         |
| 10 | A    | Melissa Wiik             | 7 febbraio 1985 (24 anni)   |       |      | Stabæk          |
| 11 | A    | Leni Larsen Kaurin       | 21 marzo 1981 (28 anni)     |       |      | Turbine Potsdam |
| 12 | P    | Caroline Knutsen         | 21 novembre 1983 (25 anni)  |       |      | Røa             |
| 13 | P    | Christine Colombo Nilsen | 30 aprile 1982 (27 anni)    |       |      | Kolbotn         |
| 14 | D    | Marit Sandvei            | 21 maggio 1987 (22 anni)    |       |      | Team Strømmen   |
| 15 | D    | Hedda Strand Gardsjord   | 28 giugno 1982 (27 anni)    |       |      | Røa             |
| 16 | A    | Elise Hove Thorsnes      | 14 agosto 1988 (21 anni)    |       |      | Røa             |
| 17 | D    | Maren Mjelde             | 6 novembre 1989 (19 anni)   |       |      | Arna-Bjørnar    |
| 18 | D    | Runa Vikestad            | 13 agosto 1984 (25 anni)    |       |      | Kolbotn         |
| 19 | A    | Ingvild Isaksen          | 10 febbraio 1989 (20 anni)  |       |      | Kolbotn         |
| 20 | A    | Kristin Lie              | 13 dicembre 1978 (30 anni)  |       |      | Trondheims-Ørn  |
| 21 | C    | Lene Storløkken          | 20 giugno 1981 (28 anni)    |       |      | Team Strømmen   |
| 22 | A    | Cecilie Pedersen         | 14 settembre 1990 (18 anni) |       |      | Avaldsnes       |

## Gruppo C

### Inghilterra
Selezionatrice:  Hope Powell
| N. | Pos. | Giocatore           | Data nascita (età)         | Pres. | Reti | Squadra               |
| -- | ---- | ------------------- | -------------------------- | ----- | ---- | --------------------- |
| 1  | P    | Rachel Brown        | 02 luglio 1980 (29 anni)   |       |      | Everton               |
| 2  | D    | Alex Scott          | 14 ottobre 1984 (24 anni)  |       |      | Boston Breakers       |
| 3  | D    | Casey Stoney        | 13 maggio 1982 (27 anni)   |       |      | Chelsea               |
| 4  | C    | Fara Williams       | 25 gennaio 1984 (25 anni)  |       |      | Everton               |
| 5  | D    | Lindsay Johnson     | 08 maggio 1980 (29 anni)   |       |      | Everton               |
| 6  | C    | Anita Asante        | 27 aprile 1985 (24 anni)   |       |      | Sky Blue              |
| 7  | C    | Karen Carney        | 01 agosto 1987 (22 anni)   |       |      | Chicago Red Stars     |
| 8  | C    | Katie Chapman       | 15 giugno 1982 (27 anni)   |       |      | Arsenal               |
| 9  | A    | Eniola Aluko        | 21 febbraio 1987 (22 anni) |       |      | Saint Louis Athletica |
| 10 | A    | Kelly Smith         | 29 ottobre 1978 (30 anni)  |       |      | Boston Breakers       |
| 11 | A    | Sue Smith           | 24 novembre 1979 (29 anni) |       |      | Leeds Carnegie        |
| 12 | C    | Jill Scott          | 02 febbraio 1987 (22 anni) |       |      | Everton               |
| 13 | P    | Siobhan Chamberlain | 15 agosto 1983 (26 anni)   |       |      | Chelsea               |
| 14 | D    | Faye White (c)      | 02 febbraio 1978 (31 anni) |       |      | Arsenal               |
| 15 | D    | Rachel Unitt        | 05 giugno 1982 (27 anni)   |       |      | Everton               |
| 16 | A    | Jody Handley        | 12 marzo 1979 (30 anni)    |       |      | Everton               |
| 17 | A    | Lianne Sanderson    | 03 febbraio 1988 (21 anni) |       |      | Chelsea               |
| 18 | C    | Emily Westwood      | 05 aprile 1984 (25 anni)   |       |      | Everton               |
| 19 | D    | Laura Bassett       | 02 agosto 1983 (26 anni)   |       |      | Arsenal               |
| 20 | C    | Danielle Buet       | 31 ottobre 1988 (20 anni)  |       |      | Chelsea               |
| 21 | A    | Jessica Clarke      | 05 maggio 1989 (20 anni)   |       |      | Leeds Carnegie        |
| 22 | P    | Karen Bardsley      | 14 ottobre 1984 (24 anni)  |       |      | Sky Blue              |

### Italia
Selezionatore: Pietro Ghedin
| N. | Pos. | Giocatore            | Data nascita (età)          | Pres. | Reti | Squadra             |
| -- | ---- | -------------------- | --------------------------- | ----- | ---- | ------------------- |
| 1  | P    | Anna Maria Picarelli | 04 novembre 1984 (24 anni)  |       |      | Los Angeles Legends |
| 2  | D    | Sara Gama            | 27 marzo 1989 (20 anni)     |       |      | Tavagnacco          |
| 3  | D    | Roberta D'Adda       | 5 ottobre 1981 (27 anni)    |       |      | Bardolino Verona    |
| 4  | C    | Alessia Tuttino      | 15 marzo 1983 (26 anni)     |       |      | Bardolino Verona    |
| 5  | D    | Elisabetta Tona      | 22 gennaio 1984 (25 anni)   |       |      | Torres              |
| 6  | D    | Viviana Schiavi      | 1º settembre 1982 (26 anni) |       |      | Bardolino Verona    |
| 7  | C    | Giulia Domenichetti  | 29 aprile 1984 (25 anni)    |       |      | Torres              |
| 8  | A    | Melania Gabbiadini   | 28 agosto 1983 (25 anni)    |       |      | Bardolino Verona    |
| 9  | A    | Patrizia Panico (c)  | 8 febbraio 1975 (34 anni)   |       |      | Torres              |
| 10 | C    | Tatiana Zorri        | 19 ottobre 1977 (31 anni)   |       |      | Lazio CF            |
| 11 | A    | Silvia Fuselli       | 1º luglio 1981 (28 anni)    |       |      | Torres              |
| 12 | P    | Michela Cupido       | 02 maggio 1978 (31 anni)    |       |      | Torres              |
| 13 | D    | Giorgia Motta        | 18 marzo 1984 (25 anni)     |       |      | Bardolino Verona    |
| 14 | C    | Alice Parisi         | 11 dicembre 1990 (18 anni)  |       |      | Bardolino Verona    |
| 15 | D    | Alia Guagni          | 01 ottobre 1987 (21 anni)   |       |      | Firenze             |
| 16 | D    | Laura Neboli         | 14 marzo 1988 (21 anni)     |       |      | Reggiana            |
| 17 | A    | Evelyn Vicchiarello  | 24 ottobre 1986 (22 anni)   |       |      | Reggiana            |
| 18 | C    | Pamela Conti         | 04 aprile 1982 (27 anni)    |       |      | Levante             |
| 19 | C    | Carolina Pini        | 13 giugno 1989 (20 anni)    |       |      | Bayern Monaco       |
| 20 | D    | Raffaella Manieri    | 21 novembre 1986 (22 anni)  |       |      | Torres              |
| 21 | C    | Marta Carissimi      | 03 maggio 1987 (22 anni)    |       |      | Torino              |
| 22 | P    | Sara Penzo           | 16 dicembre 1989 (19 anni)  |       |      | Venezia 1984        |

### Russia
Selezionatore:  Igor' Šalimov
| N. | Pos. | Giocatore               | Data nascita (età)         | Pres. | Reti | Squadra           |
| -- | ---- | ----------------------- | -------------------------- | ----- | ---- | ----------------- |
| 1  | P    | El'vira Todua           | 31 gennaio 1986 (23 anni)  |       |      | Rossijanka        |
| 2  | A    | Elena Terechova         | 5 luglio 1987 (22 anni)    |       |      | Rossijanka        |
| 3  | D    | Anna Kožnikova          | 10 luglio 1987 (22 anni)   |       |      | Rossijanka        |
| 4  | C    | Ekaterina Sočneva       | 12 agosto 1985 (24 anni)   |       |      | CSP Izmajlovo     |
| 5  | C    | Tat'jana Skotnikova (c) | 27 novembre 1978 (30 anni) |       |      | Rossijanka        |
| 6  | D    | Nadežda Mys'kiv         | 7 marzo 1988 (21 anni)     |       |      | Rossijanka        |
| 7  | D    | Oksana Šmačkova         | 20 giugno 1981 (28 anni)   |       |      | Rossijanka        |
| 8  | D    | Valentina Savčenkova    | 29 aprile 1983 (26 anni)   |       |      | Zvezda 2005 Perm' |
| 9  | C    | Elena Fomina            | 5 aprile 1979 (30 anni)    |       |      | CSP Izmajlovo     |
| 10 | A    | Olesja Kuročkina        | 6 settembre 1983 (25 anni) |       |      | Zvezda 2005 Perm' |
| 11 | D    | Ol'ga Porjadina         | 10 dicembre 1980 (28 anni) |       |      | Rossijanka        |
| 12 | P    | Elena Kočneva           | 27 agosto 1989 (19 anni)   |       |      | CSP Izmajlovo     |
| 13 | C    | Alla Rogova             | 27 luglio 1983 (26 anni)   |       |      | CSP Izmajlovo     |
| 14 | C    | Nadežda Charčenko       | 27 marzo 1987 (22 anni)    |       |      | Rossijanka        |
| 15 | C    | Ol'ga Petrova           | 9 luglio 1986 (23 anni)    |       |      | Rossijanka        |
| 16 | D    | Natal'ja Perceva        | 4 giugno 1984 (25 anni)    |       |      | Rossijanka        |
| 17 | A    | Elena Danilova          | 17 giugno 1987 (22 anni)   |       |      | Rossijanka        |
| 18 | C    | Svetlana Cidikova       | 4 febbraio 1985 (24 anni)  |       |      | Ėnergija Voronež  |
| 19 | D    | Ksenija Cybutovič       | 26 giugno 1987 (22 anni)   |       |      | Zvezda 2005 Perm' |
| 20 | C    | Natal'ja Barbašina      | 26 agosto 1973 (35 anni)   |       |      | Zvezda 2005 Perm' |
| 21 | C    | Elena Morozova          | 15 marzo 1987 (22 anni)    |       |      | Rossijanka        |
| 22 | P    | Galina Važnova          | 18 gennaio 1968 (41 anni)  |       |      | Rossijanka        |

### Svezia
Selezionatore:  Thomas Dennerby
| N. | Pos. | Giocatore                     | Data nascita (età)          | Pres. | Reti | Squadra               |
| -- | ---- | ----------------------------- | --------------------------- | ----- | ---- | --------------------- |
| 1  | P    | Hedvig Lindahl                | 29 aprile 1983 (26 anni)    |       |      | Kopparbergs/Göteborg  |
| 2  | D    | Charlotte Rohlin              | 2 dicembre 1980 (28 anni)   |       |      | Linköping             |
| 3  | D    | Stina Segerström              | 17 giugno 1982 (27 anni)    |       |      | Kopparbergs/Göteborg  |
| 4  | D    | Anna Paulson                  | 29 febbraio 1984 (25 anni)  |       |      | Umeå IK               |
| 5  | C    | Caroline Seger                | 19 marzo 1985 (24 anni)     |       |      | Linköping             |
| 6  | D    | Sara Thunebro                 | 26 aprile 1979 (30 anni)    |       |      | Djurgården            |
| 7  | D    | Sara Larsson                  | 13 maggio 1979 (30 anni)    |       |      | Saint Louis Athletica |
| 8  | A    | Lotta Schelin                 | 27 febbraio 1984 (25 anni)  |       |      | Olympique Lione       |
| 9  | A    | Jessica Landström             | 12 dicembre 1984 (24 anni)  |       |      | Linköping             |
| 10 | A    | Kosovare Asllani              | 29 luglio 1989 (20 anni)    |       |      | Linköping             |
| 11 | A    | Victoria Sandell Svensson (c) | 18 maggio 1977 (32 anni)    |       |      | Djurgården            |
| 12 | P    | Kristin Hammarström           | 29 marzo 1982 (27 anni)     |       |      | KIF Örebro            |
| 13 | D    | Karin Lissel                  | 25 maggio 1987 (22 anni)    |       |      | Hammarby              |
| 14 | C    | Louise Fors                   | 23 ottobre 1989 (19 anni)   |       |      | AIK                   |
| 15 | C    | Therese Sjögran               | 8 aprile 1977 (32 anni)     |       |      | LdB Malmö             |
| 16 | C    | Petra Larsson                 | 30 settembre 1988 (20 anni) |       |      | Linköping             |
| 17 | C    | Lisa Dahlqvist                | 6 febbraio 1987 (22 anni)   |       |      | Umeå IK               |
| 18 | C    | Nilla Fischer                 | 2 agosto 1984 (25 anni)     |       |      | LdB Malmö             |
| 19 | C    | Sara Lindén                   | 1º settembre 1983 (25 anni) |       |      | Kopparbergs/Göteborg  |
| 20 | A    | Linnea Liljegärd              | 8 dicembre 1988 (20 anni)   |       |      | Kopparbergs/Göteborg  |
| 21 | P    | Ulla Karin Rönnlund           | 19 febbraio 1977 (32 anni)  |       |      | Umeå IK               |
| 22 | D    | Lina Nilsson                  | 17 giugno 1987 (22 anni)    |       |      | LdB Malmö             |